# Tanguar Haor
Tanguar Haor (bengalisch টাঙ্গুয়ার হাওর) ist ein Süßwasser-Feuchtgebiet im Nordosten von Bangladesch, das in der Überschwemmungsebene des Surma liegt. Das Feuchtgebiet enthält einen der letzten Sumpfwälder des Landes und ist ein bedeutender Lebensraum für Süßwasserfische und Wasservögel. Im Jahr 2000 wurde ein Ramsar-Gebiet ausgewiesen und Pläne für den Schutz der natürlichen Lebensräume und des kulturellen Erbes gefasst.

## Geographie
Tanguar Haor liegt im Nordosten des Landes im Distrikt Sunamganj in der Überschwemmungsebene des Surma, eines der Hauptzuflüsse des Brahmaputra. Nördlich davon liegen die Meghalaya-Hügel im angrenzenden Indien. Das Feuchtgebiet beherbergt einige der letzten Überreste eines natürlichen Sumpfwaldes. Tanguar Haor besteht aus etwa 120 einzelnen Wasserflächen unterschiedlicher Größe. Innerhalb des Gebiets liegen etwa 46 Dörfer, in denen ca. 40.000 Menschen leben. Während der Monsunzeit von Ende Mai bis Anfang Oktober ist es regelmäßig vollständig überflutet. Die Wasserflächen haben dann eine Tiefe von etwa 6 bis 10 Metern, während sie in den trockenen Monaten etwa 2 bis 6 Meter tief sind. Künstliche, drei bis sechs Meter hohe Hügel, die „Kandas“ genannt werden und auf denen die Hütten errichtet werden, bleiben auch zur Monsunzeit trocken. Kleinere Deiche wurden im Nordwesten und Norden des Haor errichtet und dienen der Verlängerung der Vegetationsperiode um einige Wochen. Danach tauchen sie mit steigendem Hochwasser unter und sind somit für die dortigen Reisfelder nur ein zeitlich begrenzter Schutz.

## Flora

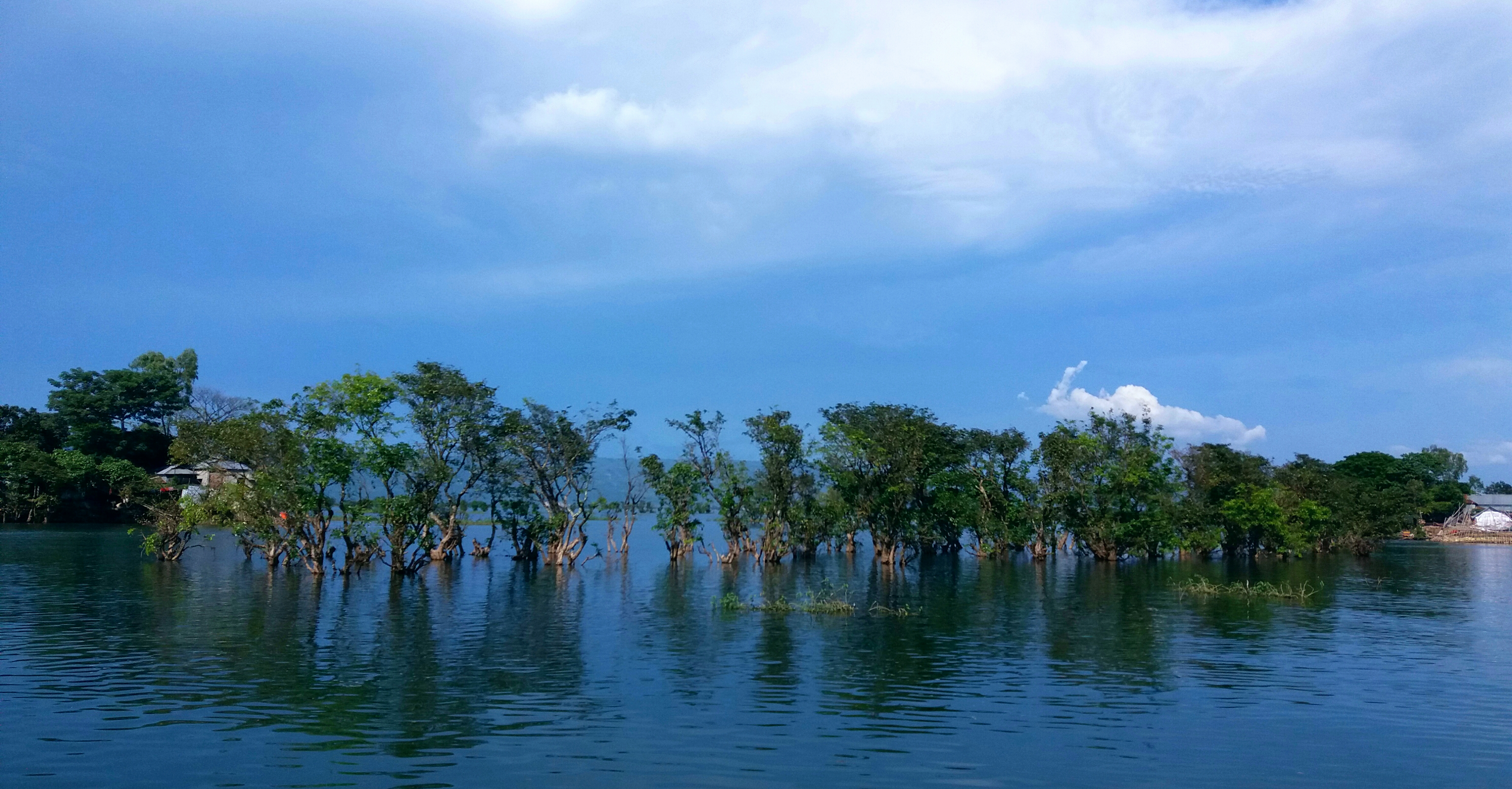

Das Feuchtgebiet enthält einen der letzten Sumpfwälder in Bangladesch. Die einst weit verbreiteten Wälder sind durch Abholzung stark zurückgegangen. Eine größere Fläche verbleibt vor allem in Rangchi im Südwesten des Feuchtgebiets mit einigen über hundert Jahre alten Bäumen. Die dominanten Baumarten sind das Topffruchtbaumgewächs Barringtonia acutangula und die Hülsenfrüchtler-Baumart Millettia pinnata.
In den Seggenrieden wächst vor allem die Schilfrohrart Phragmites karka, begleitet von Pflanzen wie dem Alligatorkraut, der Mimose, der Hühnerhirse, der Indischen Schampflanze (Aeschynomene indica), der Spargelart Asparagus racemosus, der Losstrauchart Clerodendron indicum, dem Pfeilwurzgewächs Clinogyne dichotoma, Coix aquatica, dem Windengewächs Cuscuta australis, der Feigenart Ficus heterophyllus, dem Sauergrasgewächs Fimbristylis dichotoma, den Süßgrasarten Leersia hexandra, Pseudoraphis spinescens und Saccharum spontaneum, dem Eisenkrautgewächs Lippia javanica, einer Art der Heusenkräuter, dem Wasserhyazinthengewächs Monochoria hastata, der Reisart Oryza rufipogon, der Knöterichart Polygonum barbatum und der Rohrkolbenart Typha angustata.
Auf den vielen offenen Wasserflächen finden sich frei treibende Wasserpflanzen wie Wassersalat und Gemeiner Schwimmfarn und verwurzelte Wasserpflanzen mit treibenden Blättern wie die Stern-Seerose und Trapa maximowiczii. Andere vorkommende Wasserpflanzen sind die Gewöhnliche Wasserschraube, Krauses Laichkraut, die Wasserährenart Aponogeton echinatus, Raues Hornblatt und Utricularia aurea. Auch die Dickstielige Wasserhyazinthe kommt in Tanguar Haor vor, ist jedoch nicht sehr weit verbreitet. Die ursprünglich aus Brasilien stammende Schwimmpflanze wuchert oft Binnengewässer zu und beeinträchtigt durch den entstehenden Lichtmangel Flora und Fauna.
Von den in Bangladesch gefährdeten oder seltenen Pflanzenarten findet man unter den über 200 Pflanzenarten in Tanguar Haor beispielsweise die Stachelseerose, die Indische Lotosblume, die Waldrebenart Clematis cadmia, das Kaperngewächs Crateva nurvala, das Froschbissgewächs Ottelia alismoides, das Seidenpflanzengewächs Oxystelma secamone, die Rosenart Rosa clinophylla und verschiedene Rohrkolben-Arten.

## Fauna

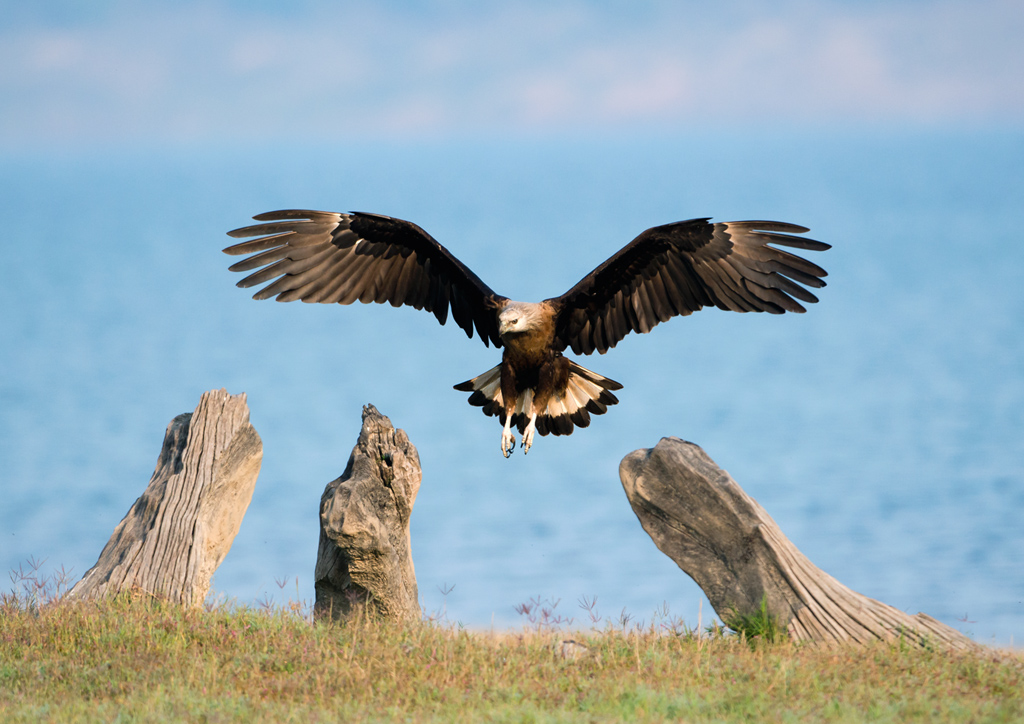
Ein Bindenseeadler in Indien

Tanguar Haor bietet Lebensraum für mindestens 135 Fisch- und 208 Vogelarten, darunter 92 Wasservogelarten und 98 Zugvogelarten. Etwa 30.000 bis 40.000 Wasservögel migrieren in den trockenen Wintermonaten in das Gebiet. Seltene Arten wie der weltweit stark gefährdete Bindenseeadler sind relativ häufig und brüten hier. Insgesamt kommen jedes Jahr etwa 10 bis 12 Brutpaare von Bindenseeadlern in das fischreiche Feuchtgebiet. Neben diesem finden sich auch andere weltweit gefährdete Arten, darunter neun weitere Vogelarten, eine Amphibien-, drei Schildkröten-, zwei Eidechsen-, vier Schlangen- und sechs Säugetierarten.
Zu den national als gefährdet eingestuften Arten zählen unter anderem 55 Fisch- und 31 Vogelarten. BirdLife International listet das Feuchtgebiet als Important Bird Area („Bedeutendes Vogelgebiet“).
Tanguar Haor gilt zudem als einer der reichsten Brutplätze des Landes für Süßwasserfische. Insgesamt gibt es in dem Feuchtgebiet etwa 135 Fischarten, darunter 15, die in Bangladesch als vom Aussterben bedroht eingestuft werden: der Spitzkopfgurami, die Teufelswelsart Bagarius bagarius, die Asiatischen Glaswelsarten Clupisoma garua, Eutropiichthys vacha und Silonia silondia, die Haiwelsart Pangasius pangasius, der Indische Streifenwels (Mystus seenghala), die Stachelwelsart Rita rita, die Arten Notopterus chitala, Rasbora elanga und Rasbora rasbora sowie die Karpfenfischarten Indischer Algenfresser, Labeo boga, Rohtee cotio und Tor tor.
Zu den im Feuchtgebiet verbreiteten Reptilien zählen sechs Schildkrötenarten, darunter die international stark gefährdete Strahlen-Dreikielschildkröte (Geoclemys hamiltonii), die gefährdete Indische Dachschildkröte (Pangshura tecta) und die gefährdete Klappen-Weichschildkröte (Lissemys punctata) sowie die stark gefährdete Pfauenaugen-Weichschildkröte. An Schlangenarten finden sich in Tanguar Haor mindestens 21, darunter der potentiell gefährdete Helle Tigerpython. Eine weitere nennenswerte Reptilienart ist der als stark gefährdet eingestufte Gelbwaran.
Darüber hinaus wurden in Tanguar Haor 28 Amphibienarten registriert. Relativ häufig sind unter anderem die Schwarznarbenkröte, Duttaphrynus stomaticus, Leptobrachium smithi und Hoplobatrachus crassus.
Zu den Säugetieren zählen der von der IUCN als stark gefährdet eingestufte Gangesdelfin, der Bengalfuchs, der potentiell gefährdete Fischotter, der gefährdete Indische Fischotter, das stark gefährdete Vorderindische Schuppentier, die Kleine Indische Zibetkatze, die Rohrkatze und die gefährdete Fischkatze.

## Kultur und Naturschutz

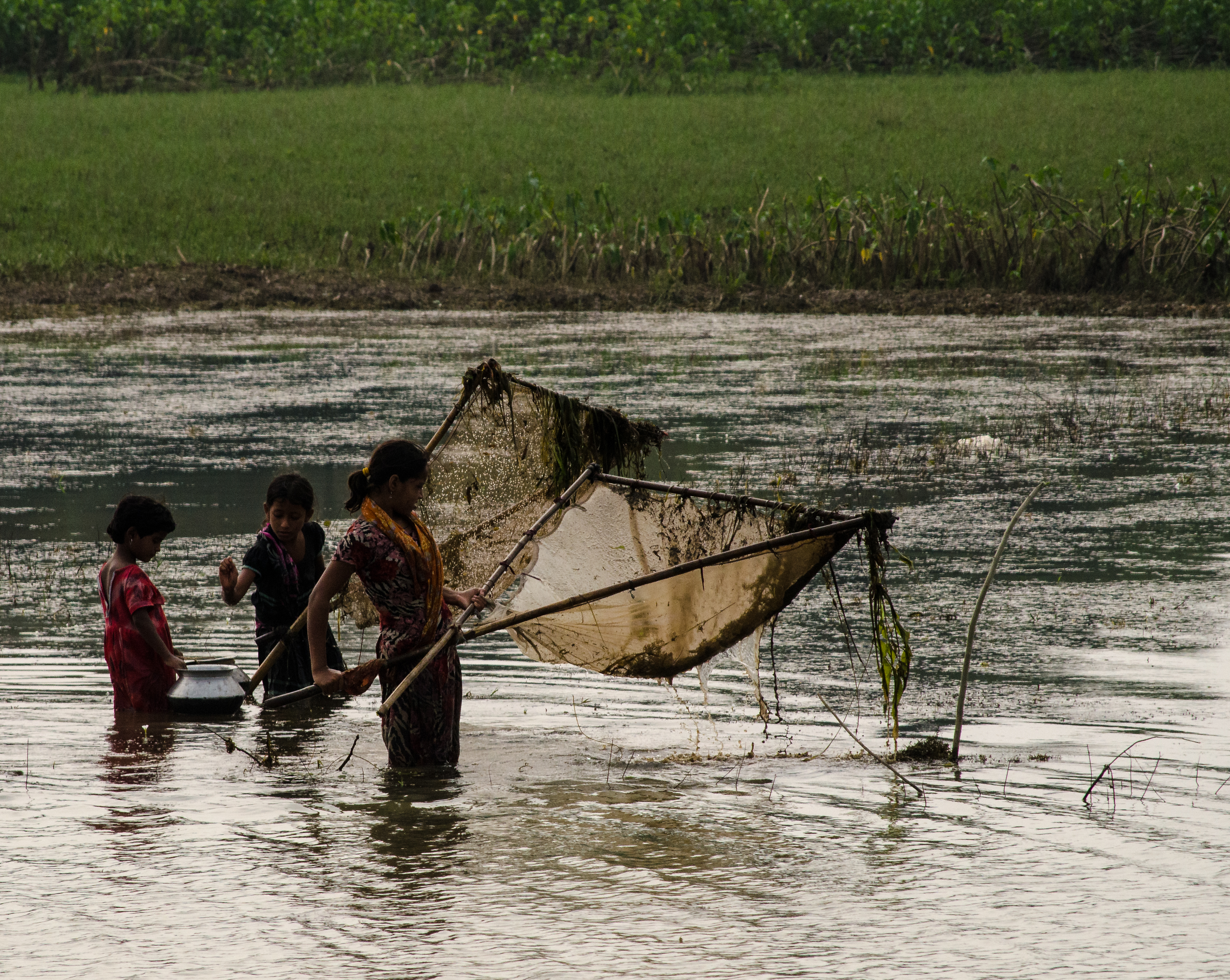
Mädchen beim Fischen

In den letzten Jahrzehnten haben sich die gesamten Umweltbedingungen des Tanguar Haor stark verschlechtert.
Zu den Bedrohungen für das Feuchtgebiet gehören Überfischung und der unkontrollierte Fang von Wasservögeln. Die Jagd auf Schildkröten und Wasservögel ist in der Region weit verbreitet und Teil des täglichen Lebens. Den Anwohnern wurde früher der Zugang zu den Fischerei-Ressourcen von Pächtern verweigert, was zu Konflikten führte. Im Rahmen des National Conservation Strategy Implementation Project 1 wurde 1997 ein erster Managementplan für Tanguar Haor erstellt, der die Zugangs- und Nutzungsrechte wiederherstellen sollte, um auch die einzigartige Lebensweise der Menschen innerhalb des Feuchtgebiets zu erhalten.
In Anbetracht seiner ökologischen Bedeutung und seiner Kultur wurde am 10. Juli 2000 zudem eine Fläche von 9500 Hektar als Ramsar-Gebiet mit der Nummer 1031 im Rahmen der Ramsar-Konvention ausgewiesen. In Übereinstimmung damit wurde ein Plan zur Wiederherstellung der natürlichen Umwelt und des kulturellen Erbes des Tanguar Haor ergriffen, indem die Wasserflächen geschützt und das Feuchtgebiet zu einer sicheren Zone für Vögel und andere Tiere erklärt wurde. Darüber hinaus wurde entschieden, keine Entwicklungs- oder Handelsaktivitäten innerhalb des Haors zuzulassen, die für die empfindliche Umwelt schädlich sind. So wurde beispielsweise ein Verbot von Öl- und Gasbohrungen in einem Umkreis von 10 Kilometern erlassen. Ein Ziel ist es zudem, den Tourismus in der Region durch die natürliche Schönheit des Feuchtgebiets zu fördern.

## Galerie

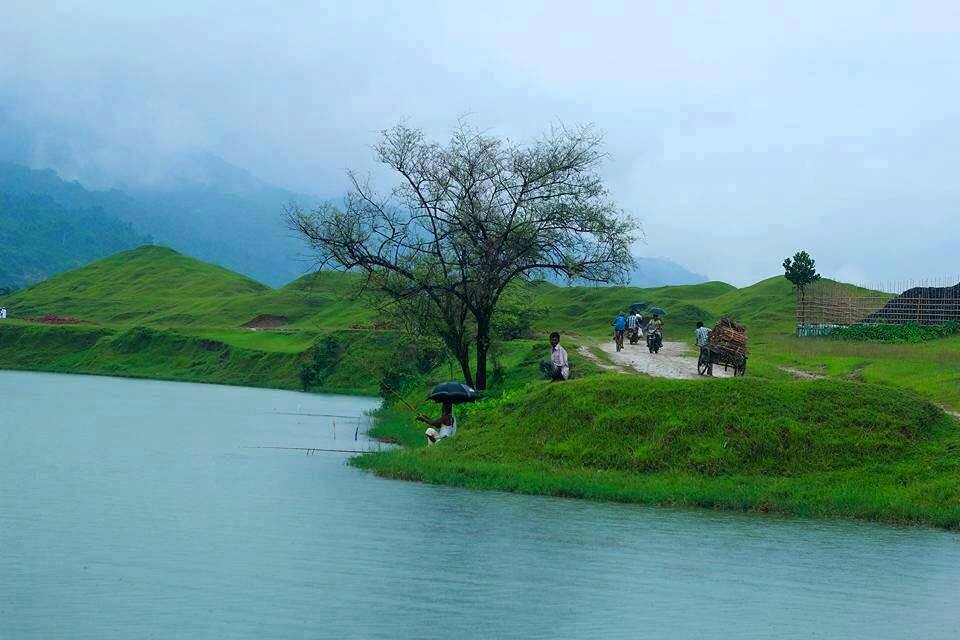
Hügel im Tanguar Haor
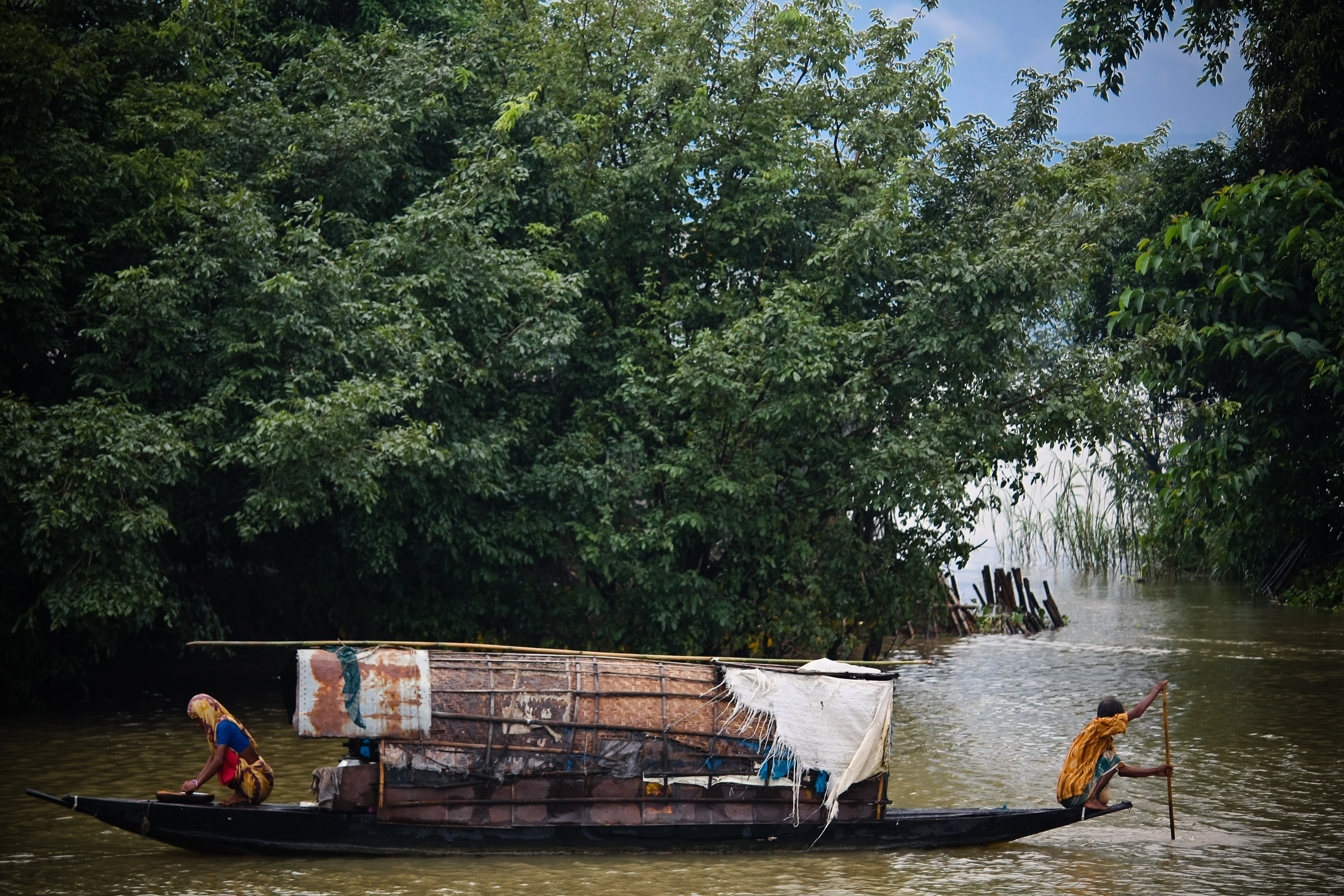
Ein Boot während der Monsunzeit
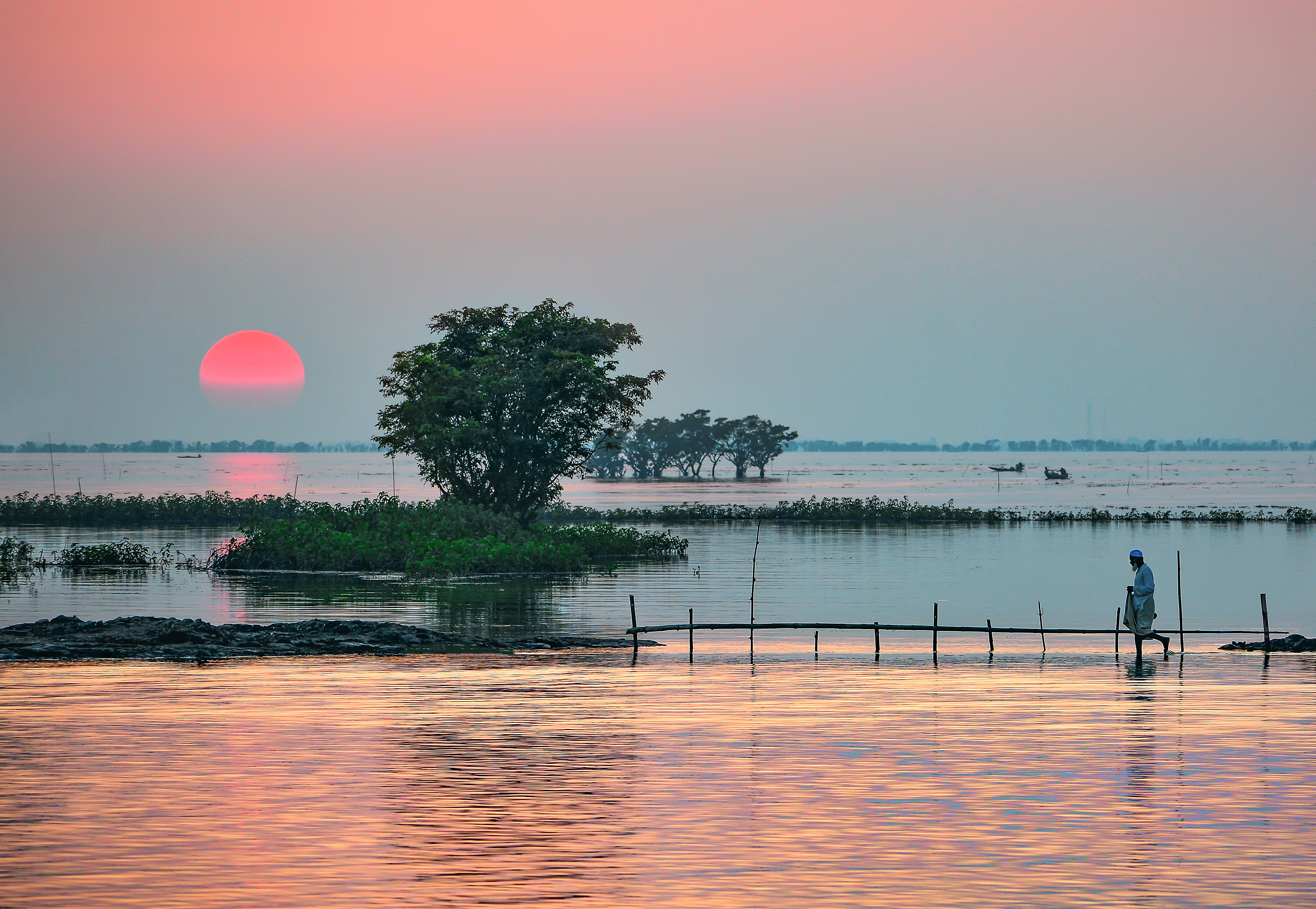
Tanguar Haor bei Sonnenuntergang
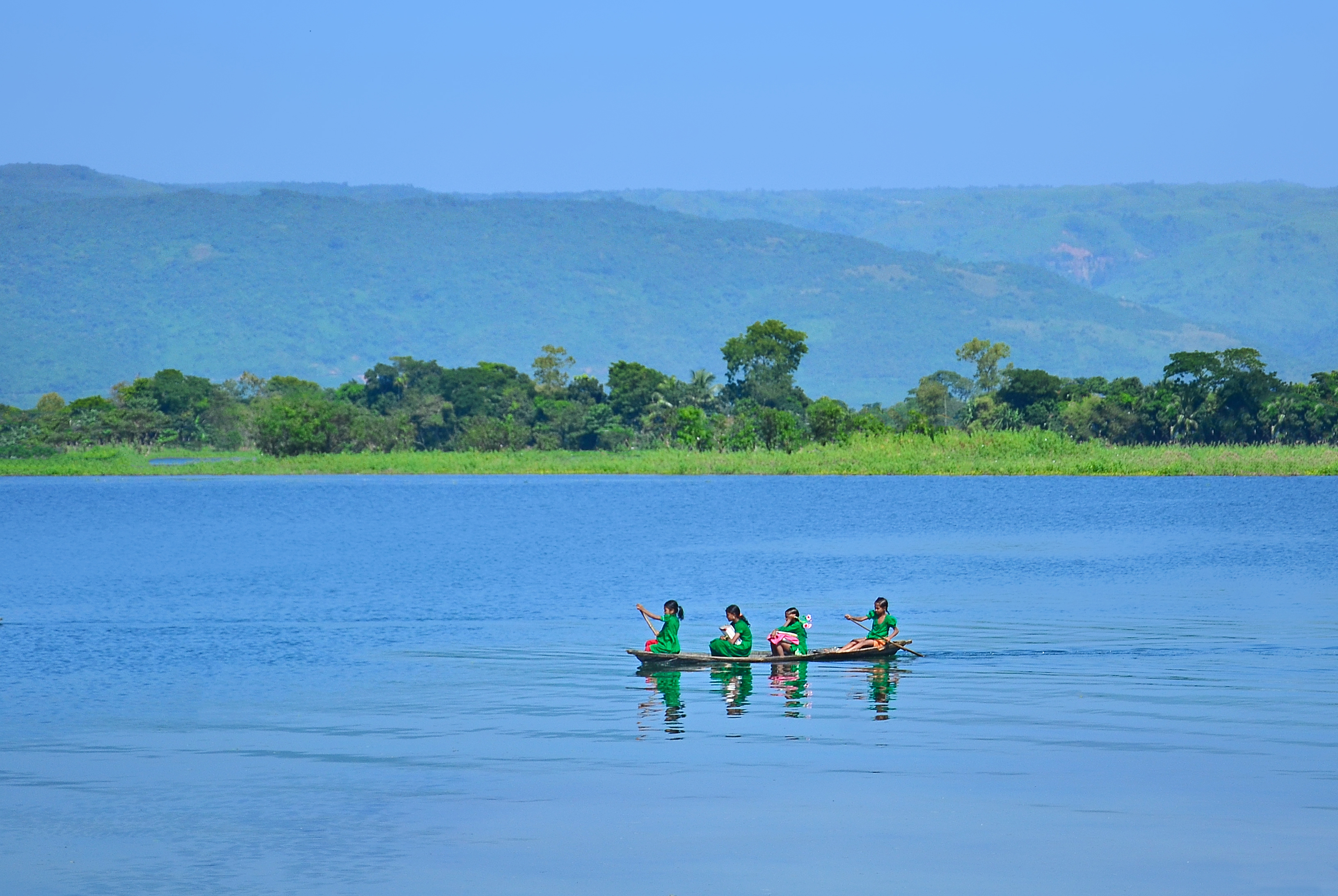
In einem Kanu sitzende Mädchen
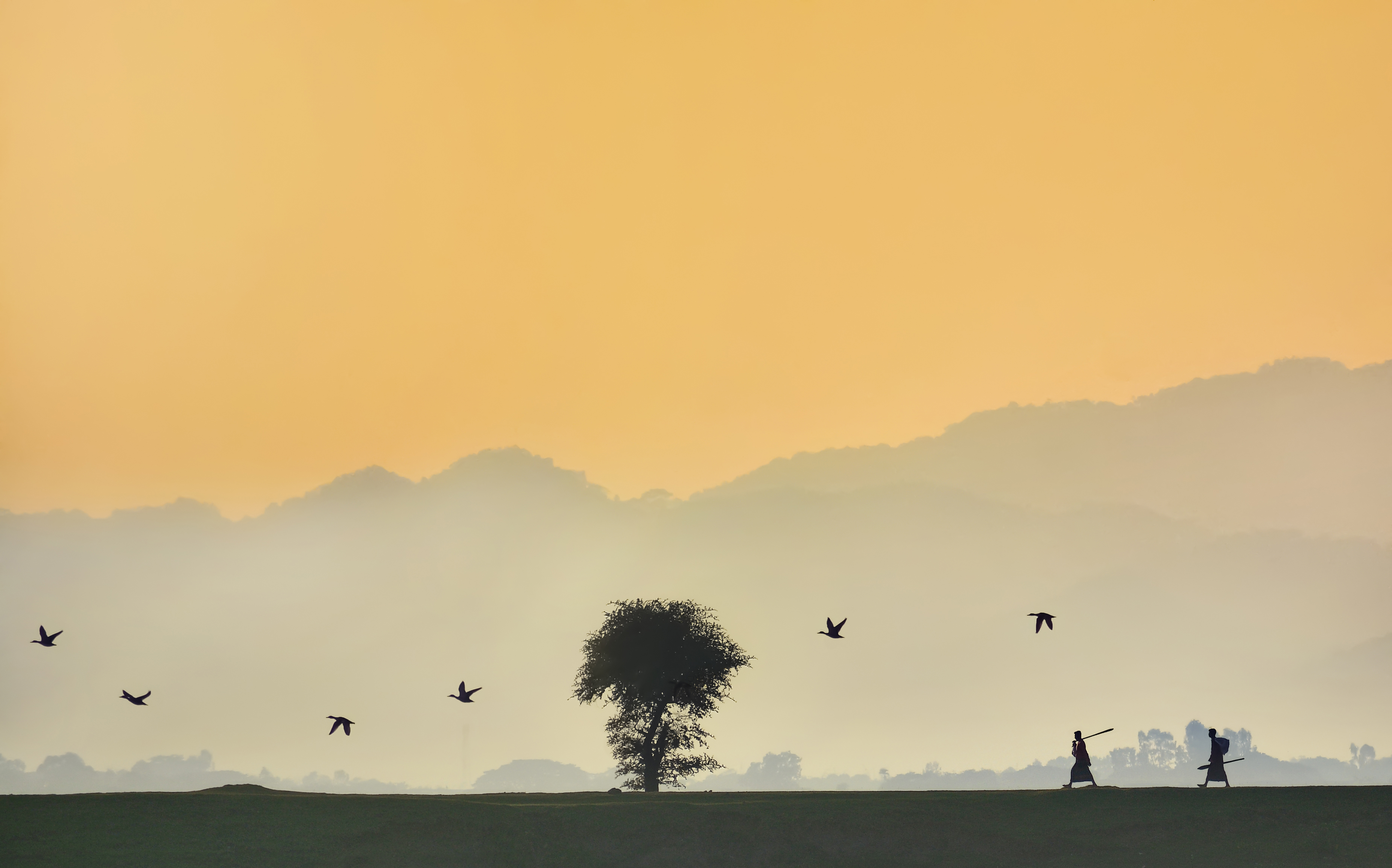
Szenerie in Tanguar Haor